# Deh Azam
Deh Azam (en persan : ده اعظم romanisé en Deh A‘z̧am) est un village de la province de Kermanshah en Iran. Lors du recensement de 2006, son existence a été indiquée, mais sa population n'a pas été signalée.